# 西爾萬鎮區 (明尼蘇達州卡斯縣)
西爾萬鎮區（英語：Sylvan Township）是一個位於美國明尼蘇達州卡斯縣的行政鎮區。

## 人口
根據2020年美國人口普查的數據，西爾萬鎮區的面積為89.90平方千米，當中陸地面積為79.80平方千米，而水域面積為10.10平方千米。當地共有人口2889人，而人口密度為每平方千米32人。